# Diòfanes de Mitilene
Diòfanes de Mitilene (en grec Διοφάνης Diofánes) va ser un distingit retòric grec del temps dels Gracs, al segle ii aC.
Per raons desconegudes va haver d'abandonar Lesbos i va anar a Roma on va ser mestre de Tiberi Grac i es va convertir en amic seu. Mort Tiberi Grac a mans de la facció oligàrquica, Diòfanes, i molts altres amics del mort, van ser executats.
Porfiri a la Vida de Plotí menciona un retòric també anomenat Diòfanes, però havia de ser un personatge diferent, d'una època posterior.